# Abundius Maehler

Abundius Maehler

Abundius Maehler (* 1. Juni 1777 in Ehrenbreitstein; † 18. Februar 1853 in Niederheimbach) war von 1818 bis 1847 Oberbürgermeister von Koblenz.

## Leben und Beruf
Maehler wurde als Sohn von Franz Josef Maehler und Anna Johanna, geborene Vacano, geboren. Nach seinem Studium in Gießen wurde er 1798 Gerichtsschreiber in Virneburg. Danach arbeitete er als Sekretär bei den Munizipalverwaltungen in Cochem und Mayen. Nach deren Auflösung im Jahre 1800 übernahm er eine Stelle als Mairiesekretärs in Mayen, bis er im Juli 1803 zur Präfektur nach Koblenz wechselte. Von 1805 bis 1814 war Maehler Notar in Mayen. Im Oktober 1814 wurde er Amtsverweser der Kreisdirektion Koblenz unter österreichisch-bayrischen Verwaltung. Nachdem das Rheinland von Preußen übernommen worden war, trat er eine Stelle als Kreispolizeiinspektor bei dem Generalgouvernementskommissar in Koblenz an. Bei Einrichtung der preußischen Regierung wurde er Regierungssekretär mit Aussicht zum Regierungsrat befördert zu werden. In dieser Eigenschaft war er ab 2. Juni 1817 auch einer der Direktoren des Koblenzer Pfandhauses.

## Wirken als Koblenzer Oberbürgermeister
Am 26. März 1818 wurde Maehler zum Oberbürgermeister und Polizeidirektor von Koblenz ernannt. Die fast 30-jährige Amtszeit war geprägt von Fleiß und Treue. So hat er in dieser Zeit jede Sitzung des Stadtrats eigenhändig protokolliert. Überliefert ist ebenfalls seine Hilfsbereitschaft, so vermittelte er bei Konflikten zwischen Bürgern und dem preußischen Staat. Im Jahr 1819 warnte er seinen Schulkameraden und Anhänger der Französischen Revolution, Joseph Görres, vor der drohenden Verhaftung.
In seine Amtszeit fiel der Bau der Schiffbrücke über den Rhein (1819), die Anlage des Hauptfriedhofs (1820), die Schenkung der Ruine von Burg Stolzenfels an den Kronprinzen Friedrich Wilhelm IV. (1823), die Gründung einer öffentlichen Bücherei (1827), die Gründung einer Handelskammer (1834) und die Schließung eines Vertrags zur Gasversorgung der Stadt (1845).
Seit 1843 wurden Klagen laut, dass Maehler die Verwaltung mangelhaft beaufsichtigte und es somit zu Unregelmäßigkeiten im Stadthaushalt kam. Der Grund mag in der vorausgegangene Erkrankung Maehlers seit 1837 liegen. Regierungskommissar Halm bestätigte diese im Sommer 1845 nach Prüfung. In der Folge wurde Maehler 1847 in den Ruhestand versetzt. Nachfolger im Amt wurde am 6. März 1847 Friedrich Wilhelm Alexander Bachem.

## Ehrungen
- 2004: Benennung eines Platzes in Ehrenbreitstein in „Maehlerplatz“